# Chinese Taipei Open 1983
Die Chinese Taipei Open 1983, auch als Taiwan Masters 1983 bezeichnet, fanden Mitte Januar 1983 in Taipeh statt. Das Mixed wurde nicht ausgespielt. Es war die 4. Auflage dieser internationalen Meisterschaften von Taiwan im Badminton.

## Finalresultate
| Disziplin    | Sieger                      | Finalist                         | Ergebnis     |
| ------------ | --------------------------- | -------------------------------- | ------------ |
| Herreneinzel | Icuk Sugiarto               | Prakash Padukone                 | 15-10, 15-8  |
| Dameneinzel  | Kirsten Larsen              | Sherry Liu                       | 11-3, 11-5   |
| Herrendoppel | Hadibowo Bobby Ertanto      | Thomas Kihlström Stefan Karlsson | 15-9, 15-11  |
| Damendoppel  | Gillian Clark Gillian Gilks | Nora Perry Jane Webster          | 15-10, 15-14 |